# Gonioscelis maculiventris
Gonioscelis maculiventris är en tvåvingeart som beskrevs av Jacques-Marie-Frangile Bigot 1878. Gonioscelis maculiventris ingår i släktet Gonioscelis och familjen rovflugor. Inga underarter finns listade i Catalogue of Life.